# Снежные рулоны

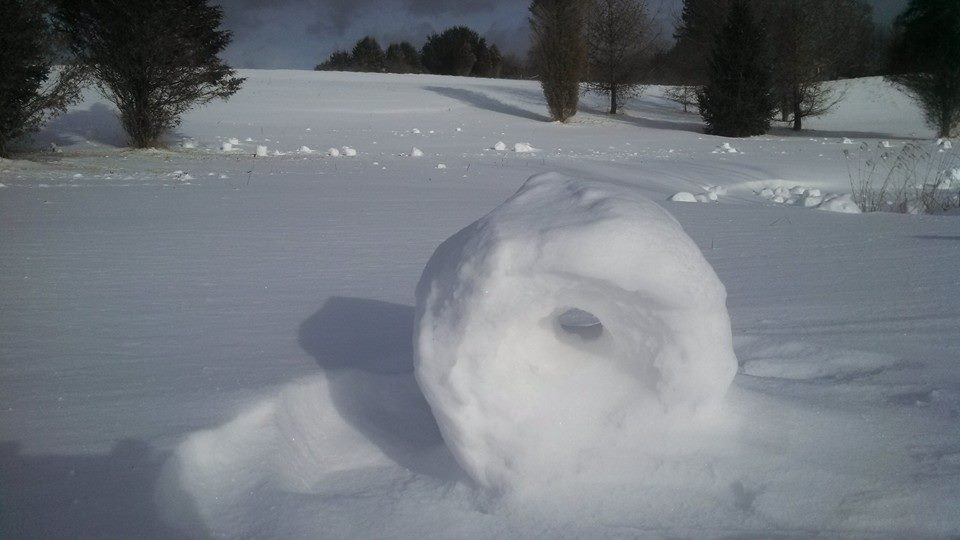
«Снежный пончик» в Пенсильвании

Сне́жные руло́ны (также сне́жные валы́ и арх. суво́и, досл. «свитки», от глагола «вить», заду́лины, от «задувать») — метеорологическое явление, при котором снежные комья образуются под действием силы ветра и гравитации без участия человека. Эта «одна из безобиднейших шуток природы» встречается очень редко, её воочию наблюдали лишь немногие; письменное свидетельство и рисунки встречается уже в журнале у Г. Торо (XIX век).
Рулоны диаметром до 70 сантиметров образуются в очень специфических условиях: слой снега должен покрывать поверхность, но не прилипать к ней, снег должен быть влажным, но рыхлым и пушистым, температура воздуха — чуть выше точки замерзания воды, а ветер — достаточно сильным, чтобы перемещать комья, но не столь сильным, чтобы разрушить их. Обычно снежные рулоны образуются на склонах в холмистой местности, хотя наблюдалось и их образование на льду озёр. По своей природе условия для образования рулонов обычно возникают на большой территории, потому в редких случаях, когда рулоны формируются, они появляются в больших количествах, иногда тысячами.
В отличие от снежных комьев, скатанных людьми, рулоны обычно напоминают цилиндры (при зарождении они имеют, тем не менее, сферическую форму). Сразу после образования снежные рулоны очень хрупки и легко разрушаются в руках. Поскольку внутренние слои формируются в то время, пока рулон ещё маленький и лёгкий, они имеют малую плотность и легко выветриваются, образуя «сне́жный по́нчик».
Формирование снежных рулонов — процесс кратковременный и часто протекает незамеченным (типично по утрам наблюдатели обнаруживают уже сформировавшиеся цилиндры), потому начальная стадия явления — зарождение снежного кома — представляет интерес для исследователей. Р. А. Хорнстайн описывает ветер, подхватывающий и переворачивающий снежинки немедленно после их падения. А. М. Дорофеев рассказывает о турбулентных потоках воздуха, формирующих крошечные снежные комки у поверхности льда. По мере роста размера рулона его вес возрастает, и через некоторое время процесс формирования заканчивается: силы давления ветра перестаёт хватать для преодоления момента инерции снежного рулона и силы трения качения.

## Примеры

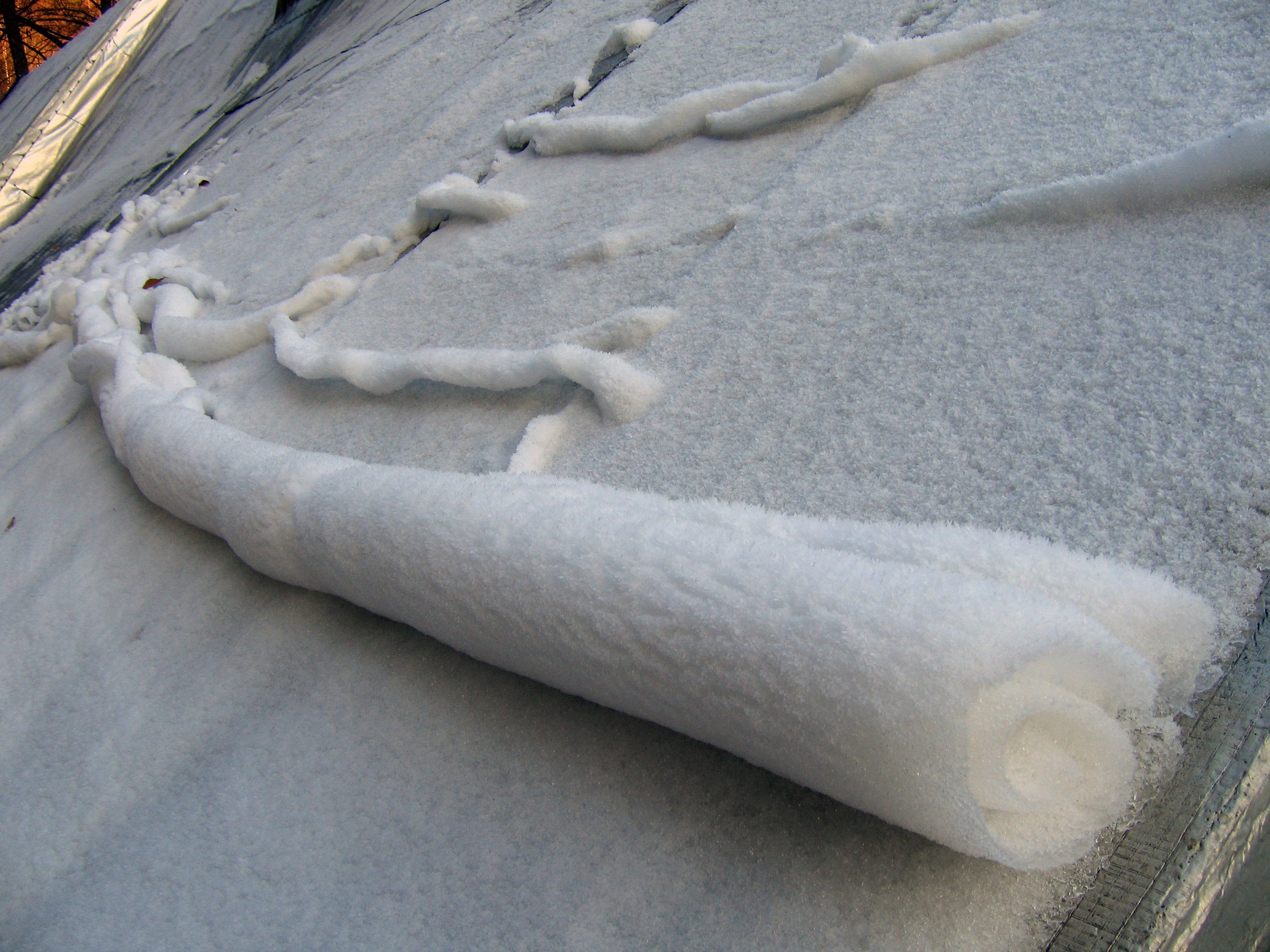
Рулоны на крыше дома
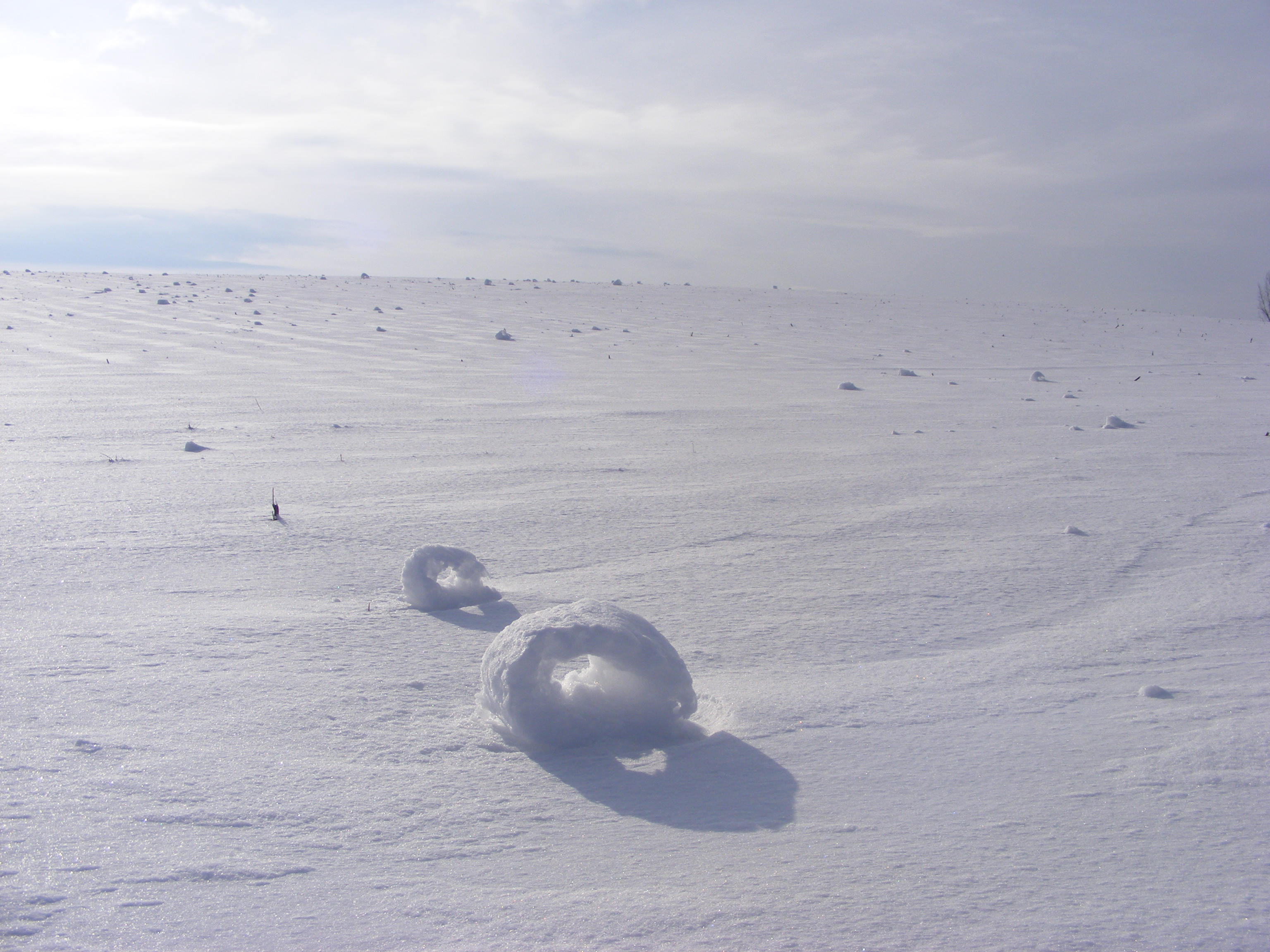
Снежные пончики
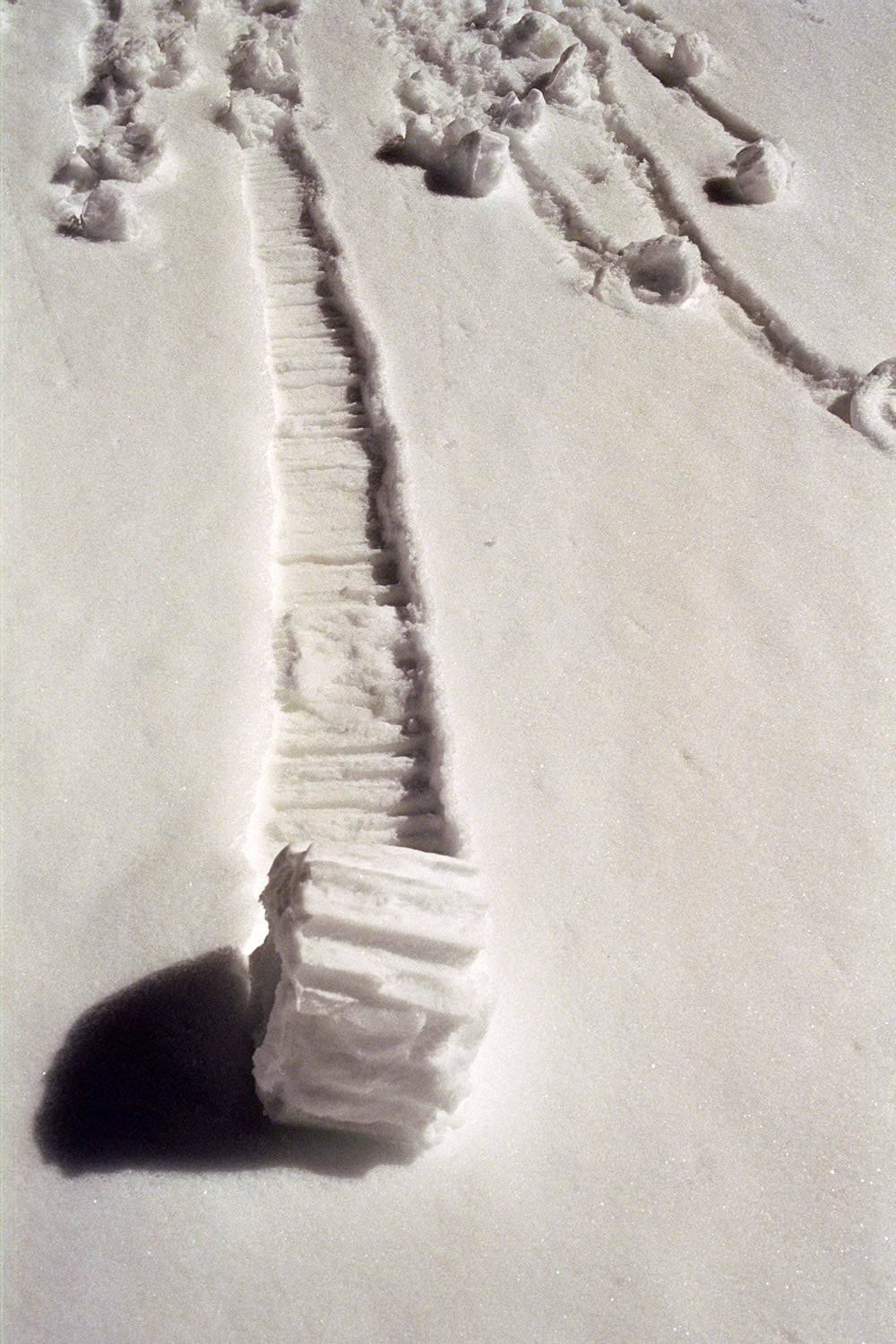
Рулоны, напоминающие шестерёнки
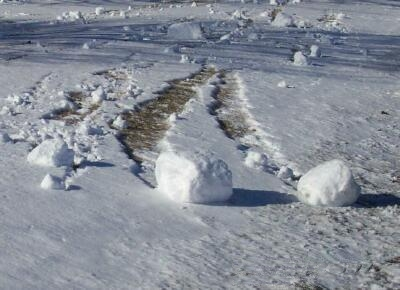
В штате Иллинойс